# Ann-Helén Laestadius

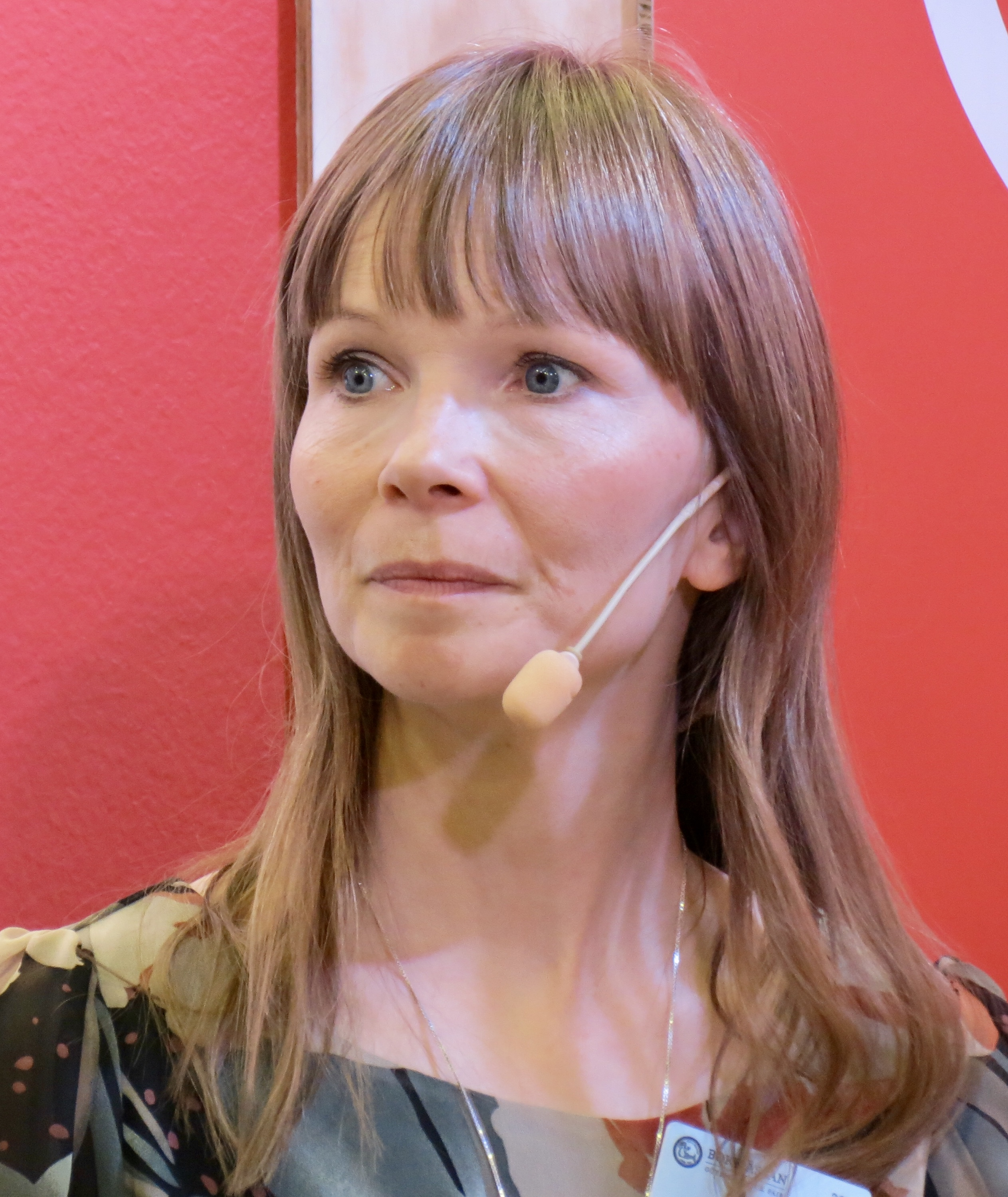
Ann-Helén Laestadius (2019)

Monika Ulrika Ann-Helén Laestadius (* 3. Dezember 1971 in Kiruna) ist eine samisch-tornedalfinnische Journalistin und Autorin.

## Biografie
Laestadius stammt aus einer mehrkulturellen samisch-tornedalfinnischen Familie aus Jukkasjärvi in Nordschweden, wo sie mit Schwedisch als einziger Muttersprache aufgewachsen ist. Ihr tornedalfinnischer Vater Ivar Jan-Erik Laestadius (* 1951) arbeitete als Gemeindeangestellter, ihre samische Mutter Ellen Sara Kristina, geborene Marainen (* 1948), als Verkäuferin.
Seit 1999 lebt Laestadius im Stockholmer Stadtteil Solna und ist seit 2016 mit dem schwedischen Designer Mikael Hägg (* 1975) verheiratet. Die samische Regisseurin Liselotte Wajstedt ist ihre Cousine.

## Werk
Laestadius begann 1990 als Journalistin zu arbeiten und u. a. über sprachliche und kulturelle Diversität in Schweden zu schreiben. Im Jahr 2007 veröffentlichte sie ihren ersten Jugendroman, SMS från Soppero (dt. SMS aus Soppero), der bereits mit einem Literaturpreis ausgezeichnet wurde. Mehrere weitere Jugendromane und Kinderbücher folgten. Ihr Roman Tio över ett (dt. Zehn nach eins) gewann im Jahr 2016 den August-Preis in der Kategorie „Bestes Kinder- und Jugendbuch“ und im Jahr darauf Norrlands Literaturpreis. Bromsgatan ist eine Reportage über den Umzug der Bergbaustadt Kiruna. Der erste Roman für Erwachsene, Stöld (2021, „Diebstahl“) erschien in deutscher Übersetzung von Maike Barth und Dagmar Mißfeldt 2022 als Das Leuchten der Rentiere. Laestadius schreibt auch Theaterstücke, z. B. für Giron Sámi Teáhter und für das Radiotheater von Sveriges Radio P1. Mehrere Werke von Laestadius wurden übersetzt, u. a. in die Minderheitensprachen Schwedens Finnisch, Meänkieli, Nordsamisch, Südsamisch, Lulesamisch und Romani. Sie hat mehrere namhafte Auszeichnungen erhalten, darunter 2008 das Stipendium Rubus Arcticus. 2016 wurde sie zum Mitglied der Läsdelegation (schwedisch, dt. Leseabordnung) ernannt, einer von der schwedischen Regierung eingesetzten Abordnung zur Leseförderung unter Kindern und Jugendlichen.

## Veröffentlichungen (Auswahl)
- SMS från Soppero. Podium/Nordiska museets förlag, 2007, ISBN 978-91-7108-518-4.
- Hej vacker. Rabén & Sjögren, Stockholm 2010, ISBN 978-91-29-67424-8.
- Ingen annan är som du. Rabén & Sjögren, Stockholm 2011, ISBN 978-91-29-67651-8.
- Hitta hem. Rabén & Sjögren, Stockholm 2012, ISBN 978-91-29-68197-0.
- Bromsgatan. Vi som bodde på gårdarna. Kirunatidningen förlag, Kiruna 2014, ISBN 978-91-637-4028-2.
- Tio över ett. Rabén & Sjögren, Stockholm 2016, ISBN 978-91-29-69898-5.
- Bara dra. LL-förlaget, Johanneshov 2018, ISBN 978-91-88073-53-2.
- Pimpelfiske. Lilla Piratförlaget, Stockholm, ISBN 978-91-7813-018-4.
- Inte längre min. Raben & Sjögren, Stockholm 2018, ISBN 978-91-29-71043-4.
- Stöld. Romanus & Selling, Stockholm 2021, ISBN 978-91-89051-34-8.
  - Deutsch: Das Leuchten der Rentiere. Roman. Aus dem Schwedischen übersetzt von Maike Barth und Dagmar Mißfeldt. Hoffmann & Campe, Hamburg 2022, ISBN 978-3-455-01294-1.
- Straff. Romanus & Selling, Stockholm 2023, ISBN 978-91-89051362.
  - Deutsch: Die Zeit im Sommerlicht. Roman. Aus dem Schwedischen übersetzt von Maike Barth und Dagmar Mißfeldt. Hoffmann & Campe, Hamburg 2024, ISBN 978-3-455-01708-3.

## Preise
- 2008 – Studieförbundet Vuxenskolans författarpris für SMS från Soppero
- 2016 – August-Preis in der Kategorie „Bestes schwedisches Kinder- und Jugendbuch des Jahres“ für ihr Werk Tio över ett.
- 2017 – Norrlands Literaturpreis in der Kategorie „Kinder- und Jugendliteratur“ für ihr Werk Tio över ett.
- 2021 – BMF-Plakette für Stöld